# S.P. Tre Penne
Società Polisportiva Tre Penne (forkortet S.P. Tre Penne) er en sanmarinesisk fodboldklub, hjemmehørende i byen San Marino. Klubben blev grundlagt i 1956 og spiller i San Marinos bedste fodboldrække Campionato Sammarinese di Calcio. Klubbens navn betyder "Tre fjer". Hjemmebanefarverne er hvide og blå, mens udebanefarverne er hvide og sorte.
Klubben blev i 2013 det første hold fra San Marino til at vinde en kamp i en europæisk turnering, da de vandt 1-0 over Shirak 1–0 i første kvalifikationsrunde til UEFA Champions League 2013-14.

## Titler
- Campionato Sammarinese di Calcio: 5

2011–12, 2012–13, 2015-16, 2018-19, 2022-23
- Coppa Titano: 5

1967, 1970, 1982, 1983, 2000
- Trofeo Federale: 1

2005